# Nelly Buntschu
Nelly Buntschu (* 10. Dezember 1947 in Vernier, GE) ist eine Schweizer Politikerin der Partei der Arbeit der Schweiz (PdA).

## Die Parteipolitikerin
Nelly Buntschu ist seit über 20 Jahren Mitglied der PdA. Am 25. August 2007 wurde sie zur Präsidentin der Partei gewählt. 2009 übergab sie dieses Amt ihrem Nachfolger Norberto Crivelli. Zuvor amtete sie acht Jahre lang, von 1999 bis 2007, als Bürgermeisterin der Stadt Vernier im Kanton Genf. Nach wie vor ist sie Mitglied der Parteileitung der Genfer Kantonalpartei.

## Politisches Profil
Buntschu ist auf nationaler Ebene nicht sehr bekannt. Auf lokaler Ebene, namentlich während ihrer Amtszeit als Bürgermeisterin von Vernier, zählten der Ausbau des öffentlichen Verkehrs und die Förderung von günstigem Wohnraum zu ihren wichtigsten Anliegen.

## Sonstiges
Buntschu ist Mutter von zwei Töchtern und einfache Grossmutter. Nebenamtlich ist sie Vizepräsidentin einer Wohnbaustiftung in Vernier.